# Santa Luzia (Ourique)
Santa Luzia is een plaats (freguesia) in de Portugese gemeente Ourique en telt 393 inwoners (2001).